# Sans nouvelles de Gurb
Sans nouvelles de Gurb est un roman humoristique de l'écrivain espagnol Eduardo Mendoza. Il fut pré-publié en 1990 dans le journal El País, puis publié en 1991 par Seix Barral. Le roman a été traduit en anglais, français, allemand, italien, danois, coréen, persan, galicien, polonais ainsi qu'en espéranto.[réf. nécessaire]

## Intrigue
Le livre raconte la recherche d'un extraterrestre, prénommé Gurb, qui a disparu après avoir adopté l'apparence de Madonna dans la ville de Barcelone. Le narrateur n'est pas Gurb, mais un autre extraterrestre qui part derrière lui après avoir pris la forme du comte-duc d'Olivares, même s'il change d'apparence tout au long de l'histoire, en devenant tantôt Miguel de Unamuno comme Paquirrín, Isoroku Yamamoto, le duc de Kent ou encore Alphonse V de León, et dont le journal représente le fil conducteur du récit. 
Le héros commence l'histoire avec des objectifs et des idées qui changent peu à peu dès que lui-même change pour s'adapter au mode de vie de la planète. La nature de ce récit est la satire et le paradoxe. L'auteur transforme la ville absurde et quotidienne en une scène de mascarade qui révèle le vrai visage de l'homme urbain actuel et la conscience artistique exaspérée de l'écrivain.